# ブレス オブ ファイア 竜の戦士
『ブレス オブ ファイア 竜の戦士』（ブレス オブ ファイア りゅうのせんし、Breath of Fire）は、カプコンから1993年4月3日に発売された日本のスーパーファミコン用ゲームソフトである。『ブレス オブ ファイアシリーズ』（1993年 - 2016年）の第1作。

## 概要
カプコン初の本格派RPGであり、後のブレスシリーズの原点となった作品。主人公である竜族のリュウを初め、仲間キャラクターが全て普通の人間ではない種族なのが特徴。主人公のリュウやヒロインのニーナの名前は、後のブレスシリーズにスター・システム風に受け継がれていく。
2001年7月6日にはゲームボーイアドバンスにも移植された。システムが改善され、次作『ブレス オブ ファイアII 使命の子』（1994年）をベースとしたメニュー画面や戦闘コマンド画面に変更されている他、通信ケーブルを使ったアイテム交換などが追加されている。
また、アメリカではSNES版が1994年にスクウェアソフト（現スクウェア・エニックス）から発売されている。北米版では、キャラクターの名前やパッケージデザインが大幅に変更され、日本版でタイトル画面を放置していると流れていたプロローグもカットされた。2001年12月には、カプコンよりGBA版を翻訳したものが欧米でも発売された。
スーパーファミコン版はWii U、Newニンテンドー3DS向けのバーチャルコンソールで配信されたほか、2019年9月6日配信開始の『スーパーファミコン Nintendo Switch Online』（Nintendo Switchのオンラインサービス特典ソフト）にも収録された。

## ゲーム内容
仲間キャラクターはそれぞれ異なった個人アクション（「釣り」、「狩り」など）を持っている。パーティーの先頭のキャラがフィールド上でアクションを使用でき、それにより冒険を有利に進められる。中には特定の個人アクションがなければ進めない場所も存在する。
また、主人公のリュウは「竜変身」の能力を持ち、ゲームを進める事で強力なドラゴンの姿に変身することができるようになる。

## ストーリー
数千年前、人々に欲望のまま望む物を与え争わせる邪悪な女神ミリアが現れた。ミリアの力を巡り、強大な力を持つ竜族は黒竜族と白竜族に分かれ激しく争った。後に「女神戦争」と呼ばれるこの戦争は長く続き、世界に大きな傷跡を残した。しかし、白竜族から女神に立ち向かう勇者が現れ、7人の仲間と共に6つの鍵で女神ミリアを封印する事に成功した。竜族は自らの過ちを悔やみ、その強大な力を封印した。
年月は流れ、世界は平穏を取り戻していた。白竜族の末裔の村ドラグニールに住む少年リュウも、姉と共に平和な日々を過ごしていた。だが、ある日村に突然火の手が上がり、黒き竜が攻め込んできた。黒竜族が世界征服のため女神の封印を解こうと動き出し、手始めに邪魔な白竜族を始末しようと攻撃を仕掛けてきたのだ。
村人たちはおばばの家に避難し、黒竜族と戦おうと相談するが、おばばは竜族の力はとうに捨てたとしてそれを制止する。そんな中、リュウの姉セイラは村人たちを守るため、自分以外の村人を魔法で一時的に石化させ、他の村人は全て死んだという事にしてひとりで黒竜族に立ち向かう。だが力及ばず、彼女はそのまま黒竜族に連れ去られてしまう。
村人たちが気が付くと、辺りは静まり返っており、既に黒竜族もセイラもいなくなっていた。そこにはただ破壊された建物だけが残っていた。リュウは姉を探すため、そして黒竜族の野望を阻止するために旅出った。

## プレイヤーキャラクター
リュウ
主人公。青い髪をした白竜族の少年。封印を解く事によりドラゴンに変身できるようになる。
個人アクションは釣り。釣竿と餌を装備すれば、フィールド上にある釣りポイントで釣りができる。
武器は長剣、もしくはブーメラン。主人公らしく、全てのパラメーターがおしなべて高く、パーティーの先頭に立って戦える。
ニーナ
飛翼人の王国ウインディアの王女。黒竜族の陰謀で倒れた王を救うため城を飛び出し旅に出る。
初めのうちは個人アクションを持っていないが、あるイベントの後から巨大な鳥に変身して仲間を乗せて移動できるようになる。
レイピアを武器とするが、攻撃力は低く、回復・サポート魔法による援護がメイン。
ギリアム
森に住む狩猟民族。森の民は狼の獣人のような姿をしている。冷静で礼儀正しい性格で、弓の腕はかなりのもの。
個人アクションは狩り。フィールド上にたまに出現する動物を弓矢で狩り、アイテムを入手することができる。
また、ギリアムが先頭にいる場合は森を自由に通り抜けられるようになる。
前述の通り弓矢を武器とするが、弓矢はごく一部の例外を除いて両手がふさがってしまうために盾が装備できず、守りに若干の不安が残る。ごく初歩の魔法を使うこともできる。
ダンク
盗賊の少年。まだ見習いだが、その技術はかなり優秀。本人は知らないが、実はとある王家の末裔。
鍵付きの扉を開錠、宝箱に掛けられた罠を解除、落とし穴を直前で発見して回避、など様々な個人アクションを持つ。
武器は投げナイフ。素早さが高く、たいていのバトルで先手を取れる。また、あるイベントを経験したあとは特定のパーティーメンバーと合体して新たなキャラクターに変身することも可能になる。
マニーロ
商業を仕切る魚人のひとりだが、あくどい商売をしていた事を元締めに知られ、破門された。リュウたちに無理やり貸しを作り、冒険についてくる。
特定の町の店内にあるフリーマーケットのスペースで商売をすることができ、手持ちのアイテムを高く売ったり、珍しいアイテムを買い取ったりすることができる。ここでしか手に入らない最強武器も多い。
破門を解いてもらった後は海中で大魚に変身できるようになり、水中を敵に会わずに移動できる。
槍を武器とする。攻撃力はそこそこだが、防御力は低い。攻撃魔法も持つものの、水中でしか使えず、戦闘員としては頼りにならない。
マニーロという名は後のブレスシリーズにも受け継がれ、魚人の商売人の総称のように扱われている。
ビルダー
鍛冶屋の職人集団「鉄鬼衆」のひとり。見た目はごついが、性格は物静かな愛妻家。
個人アクションはぶんなぐり。ヒビの入った壁を殴って破壊したり、木を殴って果実を手に入れたりできる。
武器はハンマー。パーティー随一の攻撃力を持つが、素早さが低く、出番がないまま戦闘が終了してしまうことも。しかし、HPと防御力はなかなかに高く、ボス戦など、長期戦が見込まれる時に重宝する。回復魔法も二種類だけ使えるものの、MPが低いので、一回か二回使っただけで打ち止めになってしまう。
ディース
かつての女神戦争でミリアを封印したといわれる大魔法使い。下半身が蛇のような姿の女性。しかし、何千年も眠っていたために魔法の大半を忘れてしまっている。意外と大雑把で豪快な性格。
個人アクションはないが、その代わりとしてレベルが上がれば様々な攻撃魔法を思い出す。
武器は杖。魔法使いの例に漏れず、攻撃力は無いに等しく、やはり魔法での攻撃が本領。
モグ
地中で暮らす、モグラのような姿の小柄な土喰族の少年。黒竜族により夢の中に閉じ込められる呪いをかけられていたが、リュウたちに助けられる。おとなしい性格だが、勇敢に黒竜族に立ち向かう。
個人アクションは穴掘り。地面を掘り、アイテムを見つけたり隠された洞窟を発見することができる。また、戦闘中に使えば確実に逃げる事ができる（屋外の場合のみ）。
武器は手にはめる爪。攻撃力は高いがHPも防御力も低い。

## 他機種版
| No. | タイトル                             | 発売日                                    | 対応機種               | 開発元   | 発売元                      | メディア                              | 型式                                   | 売上本数 | 備考                 |
| --- | ------------------------------------ | ----------------------------------------- | ---------------------- | -------- | --------------------------- | ------------------------------------- | -------------------------------------- | -------- | -------------------- |
| 1   | ブレスオブファイア 竜の戦士          | 2001年7月6日 2001年12月1日 2001年12月14日 | ゲームボーイアドバンス | カプコン | カプコン ユービーアイソフト | 32メガビットロムカセット              | AGB-ABFJ-JPN AGB-ABFE-USA AGB-ABFP-EUR | 63,407本 | 専用通信ケーブル対応 |
| 2   | ブレスオブファイア 竜の戦士          | 2014年9月10日 2015年2月12日               | Wii U                  | カプコン | カプコン                    | ダウンロード （バーチャルコンソール） | -                                      | -        |                      |
| 3   | ブレスオブファイア 竜の戦士          | 2016年10月20日 2017年8月23日              | Newニンテンドー3DS     | カプコン | カプコン                    | ダウンロード （バーチャルコンソール） | -                                      | -        |                      |
| 4   | スーパーファミコン Nintendo Classics | 2019年9月6日                              | Nintendo Switch        | 任天堂   | 任天堂                      | ダウンロード                          | -                                      | -        |                      |

## 音楽
サウンドトラック
- 『ブレス オブ ファイアI〜V オリジナル・サウンドトラック スペシャルボックス』

12cmCD11枚組 カプコン（2006年3月31日発売）CPCA-10146-56
『ブレス オブ ファイア』シリーズのほぼ全曲を網羅したボックスセット。2,000ボックス限定販売。
本作のエンディングテーマ「偉業」についてはバッドエンドで使用される短いバージョン（グッドエンドにおける後半がカット）のみ収録されている。

## スタッフ
- 企画：ばんぶう（竹中善則）、インフルかわの・ぼつのり（河野禎則）、ぷくち、ヤスミクレまこ（池原実）
- スクロール・スタッフ：どん（木嶋美紀）、ばんでぃ♬（坂東永理子）、スクロールだましい（谷本綾朋）、ゆうきん、たっけまん（たけもとなおみ）
- オブジェクト・スタッフ：いなふきん（稲船敬二）、フイッシュマン（松村ひろのり）、シミズーン、ズラズラ、まつばら
- 音楽：
  - ぶんぶん（藤田靖明） - メインコンポーザー。下記を除く全ての曲を担当[3]。
  - まり（山口真理） - 「旅出〜ブレスオブファイア〜」「聖」「楽都」「危急」「帰還」を担当。
  - おじゃりん（藤井美苗） - 「日夜」を担当。
  - ぴぃ♬（下村陽子） - 「商都」を担当。
- 効果音：
  - あにぃ（西村達也） - クレジット記載無し。「記憶」を担当。
  - エルフ（上鍵忠志）
- サウンド・プログラマー：おやぶん（坂口由洋）、いけぼん（池田やすし）
- ゲーム・プログラマー：かねこん（金子清巳）、マダムのりこ（こじまのりこ）、さんちゃん（三膳正）、すりいぱあ・ヒガシ、しゅう

## 評価
スーパーファミコン版
ゲーム誌『ファミコン通信』の「クロスレビュー」では、8・7・7・6の合計28点（満40点）、『ファミリーコンピュータMagazine』の読者投票による「ゲーム通信簿」での評価は以下の通りとなっており、24.07点（満30点）となっている。この得点はスーパーファミコン全ソフトの中で18位（323本中、1993年時点）となっている。その他、『SUPER FAMICOM Magazine』1993年8月情報号特別付録巻末に収録されている「部門別ベスト30」では、キャラクタ23位、音楽・効果音20位、熱中度29位、お買い得度27位、オリジナリティ17位を獲得している。
| 項目 | キャラクタ | 音楽 | 操作性 | 熱中度 | お買得度 | オリジナリティ | 総合  |
| 得点 | 4.30       | 4.04 | 3.83   | 4.13   | 3.71     | 4.06           | 24.07 |
ゲームボーイアドバンス版
ゲーム誌『ファミコン通信』の「クロスレビュー」では合計28点（満40点）となっている。

## 関連作品

### 漫画
『ブレス オブ ファイア -竜の戦士-』（1巻：ISBN 4-19-793120-4、2巻：ISBN 4-19-790001-5）
八雲ひろしによる漫画化版。『ファミリーコンピュータMagazine』に連載されていた。単行本は徳間書店より全二巻（絶版）。
『ブレス オブ ファイア -翼の王女-』（1巻：ISBN 4-08-871829-1、2巻：ISBN 4-08-871830-5）
ニーナを主人公とした本作の後日談。原作・沢村烈、作画・ハヤトコウジ。『月刊少年ジャンプ』に連載された。こちらの単行本は集英社よりジャンプ・コミックスとして全二巻。

原作を担当した沢村烈は三条陸の別名義である。三条は『月刊少年ジャンプ』の編集部から声をかけられて本作に参加した。三条は当時『ドラゴンクエスト ダイの大冒険』も担当していたため、本作は別名義での参加となった。『ダイの大冒険』と違い、本作はゲームのキャラクターを出す必要があったが、ゲームのネタバレはできなかったため、ヒロインのニーナを主役に据え、作品の構造はそのままにして見せ方、印象の与え方を変えて後日談とするという方法が採られた。三条は第1話の原作を元にしたネームを見て、原作のネタを提示する方法がハヤトの作風にはまっていないと感じたため、編集部とも相談し、以後は大筋のプロットだけを渡してハヤトの作劇が活きるよう自由に描いてもらう方式となった。
『ブレス オブ ファイア PART II -小さな冒険者-』（ISBN 4-08-851628-1）
上記の外伝作品。同じく集英社より全一巻。
ハヤトのオリジナル作品となっており、沢村烈（三条）は原案協力として表記されているが、基本的に関わっていない。

## 備考
- テレビコマーシャルで使われた楽曲は「BREATH OF FIRE」（原曲 RUNNING WILD） / Toshi with Night Hawks。
- ミリア戦で竜変身「さいごのちから」を使うと真のラストバトルが始まる。この戦闘に勝利すれば真のエンディングが見られる。また、GBA版ではエンディング後に『ブレス オブ ファイアII 使命の子』の予告が始まる。